# 212P/NEAT
212P/NEAT (też: NEAT 24) – kometa krótkookresowa z rodziny komet Jowisza.

## Odkrycie
Kometę tę odkryto 25 lutego 2001 roku w ramach programu NEAT.

## Orbita komety i właściwości fizyczne
Orbita komety 212P/NEAT ma kształt elipsy o mimośrodzie 0,58. Jej peryhelium znajduje się w odległości 1,65 j.a., aphelium zaś 6,2 j.a. od Słońca. Jej okres obiegu wokół Słońca wynosi 7,78 roku, nachylenie do ekliptyki to wartość 22,4˚.
Średnica jądra tej komety to 1,7 km, a jego albedo jest mniejsze od 0,1.